# Biografielijst Kl

## Kla

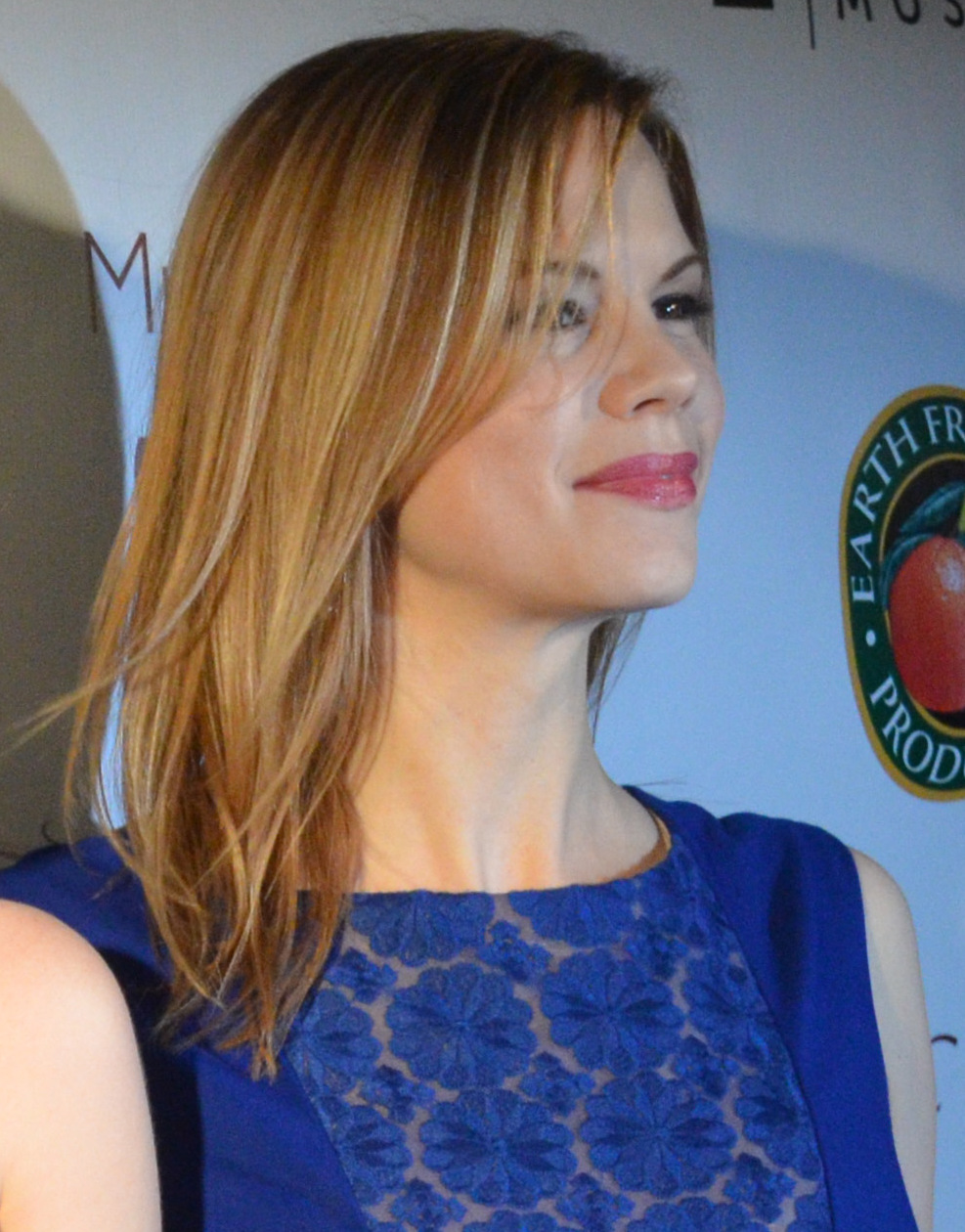
Mariana Klaveno, 2013

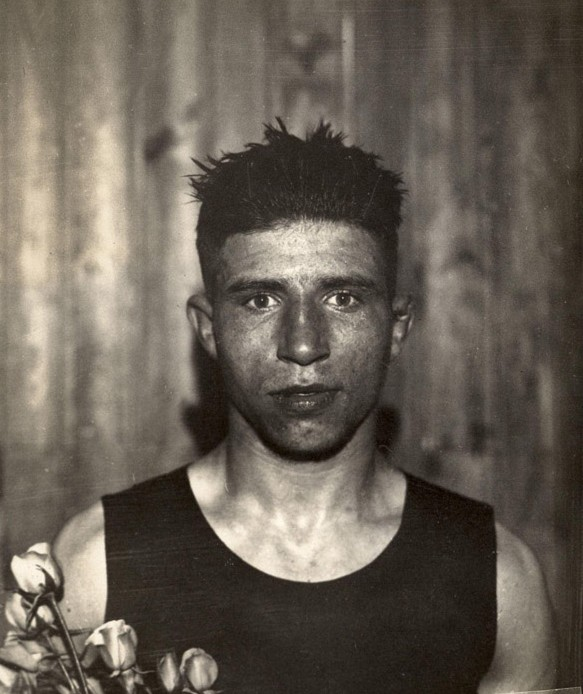
Bep van Klaveren (1907-1992)

- Gerard Klaasen (1951-2022), Nederlands journalist
- Jelle Klaasen (1984), Nederlands darter
- Thandi Klaasen (1930/31-2017), Zuid-Afrikaans jazzzangeres
- Davy Klaassen (1993), Nederlands voetballer
- Chris van der Klaauw (1924-2005), Nederlands diplomaat en minister
- Toos van der Klaauw (1915-2011), Nederlands schermster en atlete
- Jan Klabbers (1963), Nederlands jurist
- Johannes Høsflot Klæbo (1996), Noors langlaufer
- Arjo Klamer (1953), Nederlands columnist, econoom en publicist
- Rachel Klamer (1990), Nederlands triatlete, duatlete en atlete
- Renze Klamer (1989), Nederlands presentator
- Uuno Klami (1900-1961), Fins componist
- Joop Klant (1915-1994), Nederlands schrijver en econoom
- Lukas Klapfer (1985), Oostenrijks noordse combinatieskiër
- Johan Klaps (1970), Belgisch politicus
- Arie Klapwijk (1921-2008), Nederlands revalidatiearts, initiatiefnemer van Het Dorp
- Truus Klapwijk (1904-1991), Nederlands zwemster en schoonspringster
- Rus Klar (1914-2005), Amerikaans autocoureur
- Uilke Jans Klaren (1852-1947), Nederlands activist
- Marcel Klarenbeek (1960), Nederlands atleet
- Aad Klaris (1939-2025), Nederlands muzikant, zanger, liedjesschrijver en muziekproducent
- Marten Klasema (1912-1974), Nederlands atleet en waterbouwkundige
- Peter Klashorst (1957-2024), Nederlands kunstschilder, fotograaf en muzikant
- Ivan Klasnić (1980), Kroatisch voetballer
- Jakub Klášterka (1994), Tsjechisch autocoureur
- Lieke Klaus (1989), Nederlands bmx'ster
- Václav Klaus (1941), Tsjechisch econoom en president
- Ragnar Klavan (1985), Estisch voetballer
- Mariana Klaveno (1979), Amerikaans actrice
- Karel Klaver (1978), Nederlands hockeyer
- Lieke Klaver (1998), Nederlands atlete
- Pieter Klaver (1890-1970), Nederlands voorganger, zendeling en leider van de Nederlandse Pinksterbeweging
- Dick Klaverdijk (1946-2020), Nederlands bestuurder
- Bep van Klaveren (1907-1992), Nederlands bokser
- Frank Klawonn (1966), Duits roeier
- Klazien uut Zalk (1919-1997), Nederlands kruidenvrouw (Klazien Rotstein-van den Brink)

## Kle

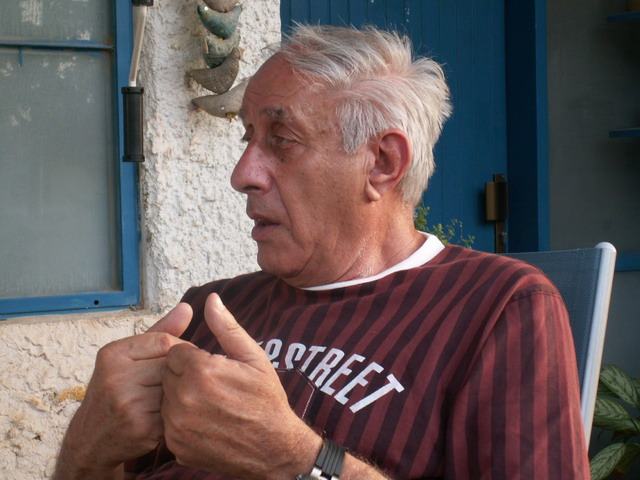
Ralph Klein (1931-2008)

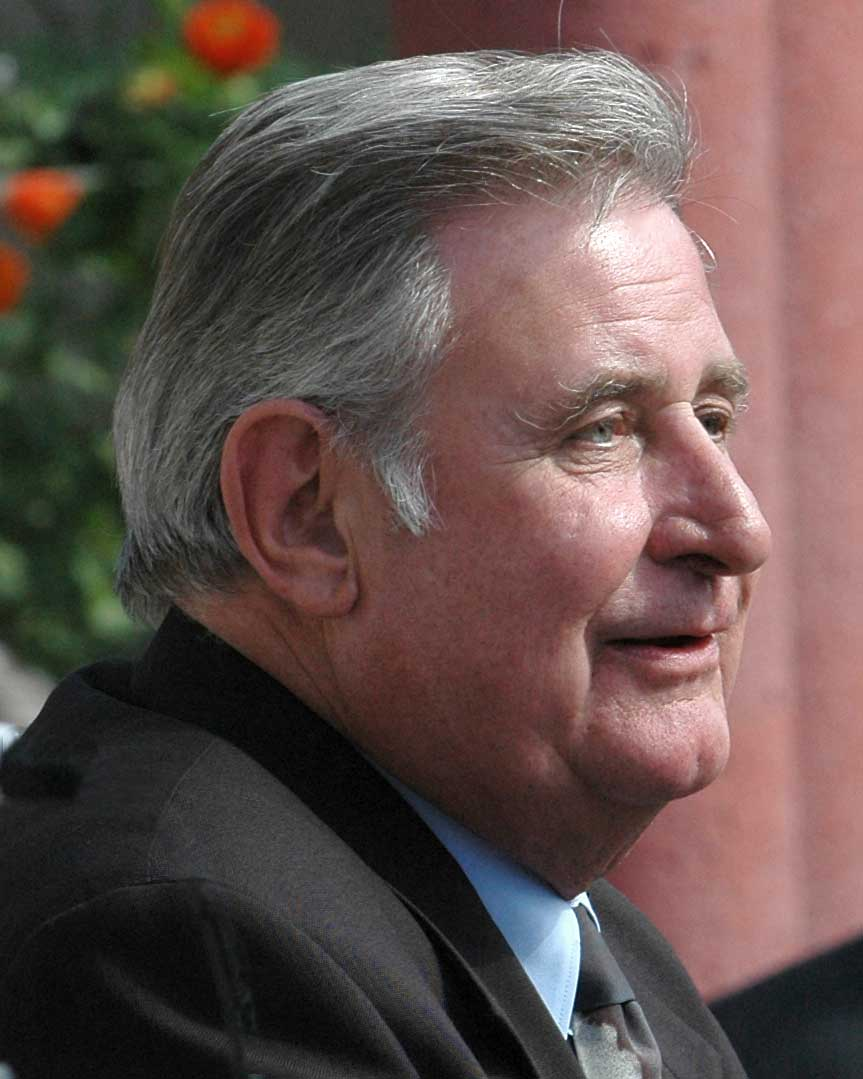
Ralph Klein (1942)

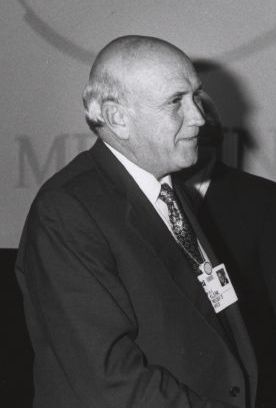
Frederik Willem de Klerk (1936)

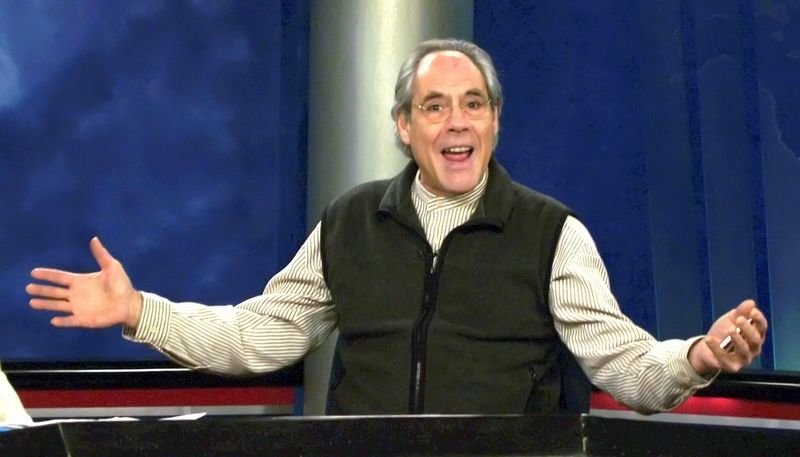
Robert Klein

- Kristina Klebe (1979), Amerikaans actrice
- Paul Klee (1879-1940), Duits-Zwitsers schilder
- Gerrit Kleerekoper (1897-1943), Nederlands turncoach
- Pierre Klees (1933-2022), Belgisch bedrijfsleider, bestuurder en topambtenaar
- Bert Klei (1924-2008), Nederlands journalist en columnist
- Nicolaas Klei (1961-2025), Nederlands wijnschrijver
- Carlos Kleiber (1930-2004), Duits dirigent
- Gerrie van der Kleij (1945), Nederlands actrice
- Kommer Kleijn (1893-1982), Nederlands hoorspelregisseur
- Addy Kleijngeld (1922-1977), Nederlands accordeonspeler, producer en manager
- Joke Kleijweg (1962), Nederlands atlete
- Arie Kleijwegt (1921-2001), Nederlands journalist en presentator
- Adam Klein (1988), Amerikaans zwemmer
- Allen Klein (1931-2009), Amerikaans muziekmanager
- Manfred Klein (1947), Duits stuurman bij het roeien
- Patty Klein (1946-2019), Nederlands stripauteur en dichteres
- Ralph Klein (1931-2008), Israëlisch basketbalspeler en -trainer
- Ralph Klein (1942), Canadees politicus
- Robert Klein (1942), Amerikaans acteur, filmproducent, scenarioschrijver, zanger en stand-upkomiek
- Roelof Klein (1877-1960), Nederlands roeier
- Willem Klein (1912-1986), Nederlands wiskundige en artiest
- William Klein (1926-2022), Amerikaans-Frans fotograaf en filmmaker
- Yves Klein (1928-1962), Frans schilder
- Geert Klein Bennink (1948), Nederlands politicus en economieleraar
- Hans Klein Breteler (1946), Nederlands politicus
- Johan Klein Haneveld (1976), Nederlands schrijver
- Normann Kleine (19?), Surinaams ondernemer en politicus
- Nadine Kleinert (1975), Duits atlete
- Elisabeth Kleinhaus (19?), Oost-Duits wielrenster
- Michel Kleinjans (1964), Belgisch zeiler
- Hendrika (Hetty) Kleinloog (1958) schrijfster
- Simone Kleinsma (1958), Nederlands actrice
- Jutta Kleinschmidt (1962), Duits rallyrijdster
- Luke Kleintank (1990), Amerikaans acteur
- Gerrit Kleinveld (1915-2006), Nederlands verzetsstrijder in de Tweede Wereldoorlog
- Ewald Georg von Kleist (1700-1748), Duits rechtsgeleerde, predikant en natuurkundige
- Heinrich von Kleist (1777-1811), Duits schrijver
- Gerard Kleisterlee (1946), Nederlands industrieel
- Alisa Klejbanova (1989), Russisch tennisster
- Hanna Marie Klek (1995), Duits schaakster
- Monique Klemann (1965), Nederlands zangeres en actrice
- Suzanne Klemann (1963), Nederlands zangeres
- Fon Klement (1930-2000), Nederlands kunstenaar
- Håvard Klemetsen (1979), Noors noordse combinatieskiër
- Victor Klemperer (1881-1960), Joods-(Oost-)Duits schrijver en taalkundige
- Werner Klemperer (1920-2000), Duits acteur
- Julius Klengel (1859-1933), Duits cellist en componist
- Thomas Klenke (1966), Duits autocoureur
- Maja Klepić (1988), Bosnisch alpineskiester
- Sam Klepper (1960-2000), Nederlands crimineel
- Glafkos Klerides (1919-2013), Grieks-Cypriotisch politicus en president van Cyprus
- Frederik Willem de Klerk (1936-2021), president van Zuid-Afrika (1989-1994)
- Johannes de Klerk (1903-1979), Zuid-Afrikaans politicus
- Sander Jan Klerk (1982), Nederlands acteur, zanger en presentator
- Thomas Klestil (1932-2004), Oostenrijks bondspresident (1992-2004)
- Gerrie Kleton (1953-2006), Nederlands voetballer
- Marcus Kleveland (1999), Noors snowboarder
- Kevin Kleveros (1991), Zweeds autocoureur
- Theo Kley (1936-2022), Nederlands beeldhouwer
- Jan Kleyn (1925-2009), Nederlands atleet
- Jan de Kleyn (1941), Nederlands generaal

## Kli

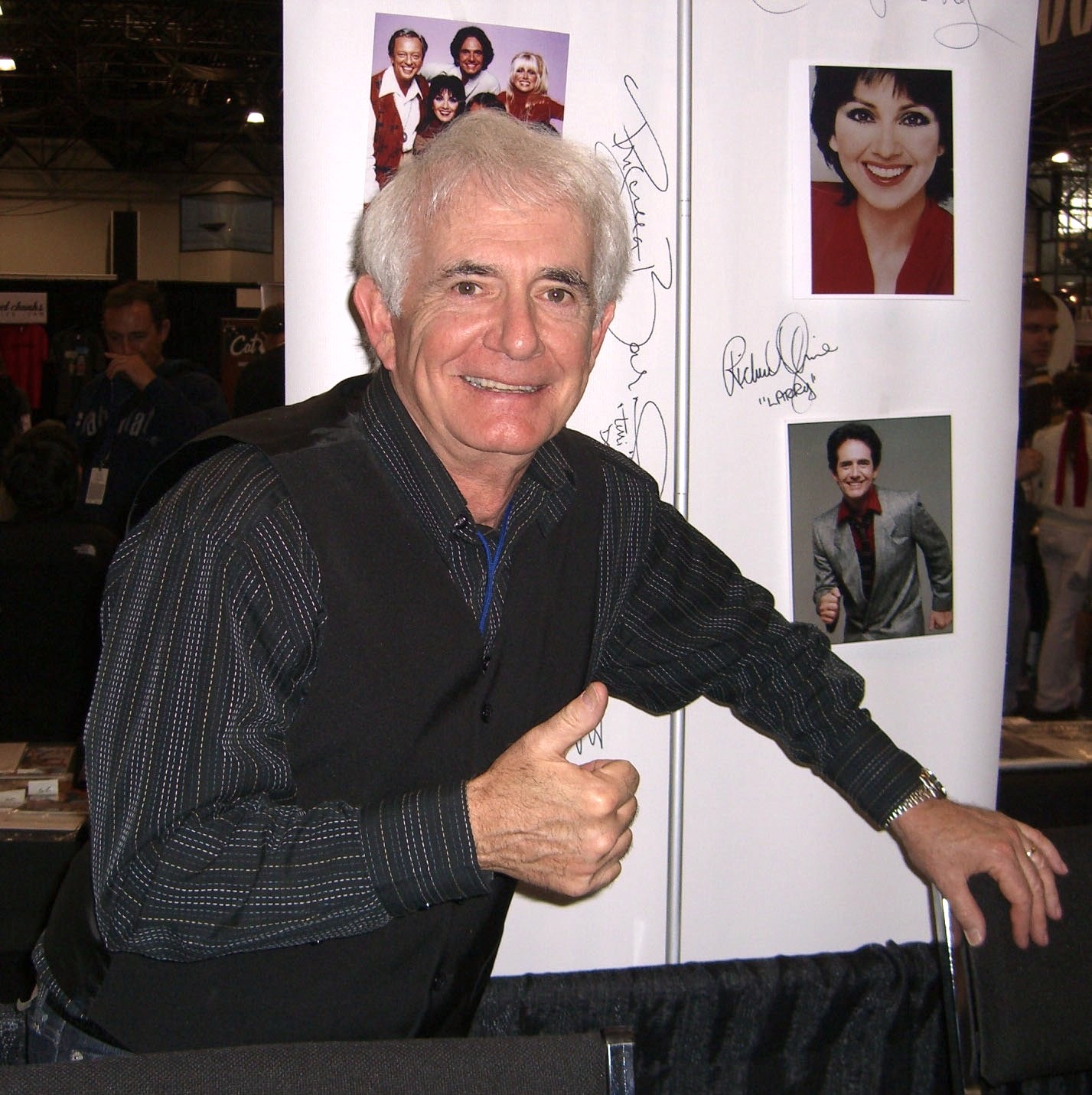
Richard Kline (2010)

- Christian Klien (1983), Oostenrijks autocoureur
- Andreas Klier (1976), Duits wielrenner
- René Klijn (1962-1993), Nederlands zanger
- Jan Klijnjan (1945-2022), Nederlands voetballer
- Jetta Klijnsma (1957), Nederlands politicus
- Michael Klim (1977), Pools-Australisch zwemmer
- Ingrid Klimke (1968), Duits amazone
- Reiner Klimke (1936-1999), Duits ruiter en parlementslid
- Pjotr Klimoek (1942), Russisch ruimtevaarder
- Fjodor Klimov (1990), Russisch kunstschaatser
- Jevgeni Klimov (1994), Russisch schansspringer
- Marina Klimova (1966), Russisch kunstschaatsster
- Gustav Klimt (1862-1918), Oostenrijks schilder
- Boštjan Kline (1991), Sloveens alpineskiër
- Kevin Kline (1947), Amerikaans acteur
- Ema Klinec (1998), Sloveens schansspringster
- Kajsa Kling (1988), Zweeds alpineskiester
- Richard Kline (1944), Amerikaans acteur en filmregisseur
- Leon Klinghoffer (1916-1985), Joods-Amerikaans terrorismeslachtoffer
- Jorinde van Klinken (2000), Nederlands atlete
- Karel Klinkenberg (1852-1924), Nederlands kunstschilder
- Richard Klinkhamer (1937-2016), Nederlands schrijver en moordenaar
- Darja Klisjina (1991), Russisch atlete

## Klj
- Svetlana Kljoeka (1978), Russisch atlete
- Maria Kljonova (1898-1976),  zeegeoloog uit de voormalige Sovjet-Unie

## Klo

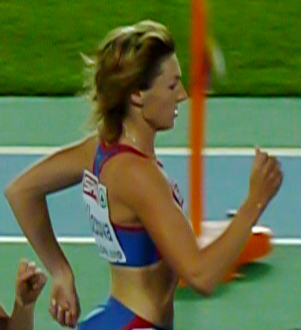
Lucia Klocová

- Ewa Kłobukowska (1946), Pools atlete
- Lucia Klocová (1983), Slowaaks atlete
- Andreas Klöden (1975), Duits wielrenner
- Johan Kloeck (1975), Belgisch atleet
- Pavel Kloesjantsev (1910-1999), Russisch regisseur, schrijver en cameraman
- Co de Kloet (1932-2020), Nederlands radiopresentator en auteur
- Rob Kloet (1952), Nederlands drummer
- Hans Klok (1969), Nederlands goochelaar-illusionist
- Kees Klok (1951), Nederlands dichter, historicus en vertaler
- Marga Klompé (1912-1986), Nederlands politica
- KlompenVincent (1976), Nederlands zanger (Vincent Luchtenberg)
- Jan Klompsma (1928-2021) Nederlands tekstdichter
- Friedrich Gottlieb Klopstock (1723-1803), Duits dichter
- André Kloos (1922-1989), Nederlands politicus, vakbondsbestuurder en omroepvoorzitter
- Diet Kloos-Barendregt (1924-2015), Nederlands zangeres en verzetsstrijdster
- Jan Kloos (1919-1945), Nederlands verzetsstrijder
- Willem Kloos (1859-1938), Nederlands dichter
- Dirk van 't Klooster (1976), Nederlands honkballer
- Kees-Jan van der Klooster (1977), Nederlands paralympisch sporter
- Willem van der Kloot (1942), Nederlands psycholoog en methodoloog
- Kees Klop (1947-2007), Nederlands socioloog, bestuurskundige, omroepvoorzitter en columnist
- Felix de Klopper (1817-1878), Nederlands burgemeester en politiefunctionaris
- Balthasar Kłossowski de Rola (1908-2011), Frans kunstschilder
- Kasper Klostergård (1983), Deens wielrenner
- Konstanze Klosterhalfen (1997), Duits atlete
- Clemens Klotz (1886-1969), Duits architect
- Józef Klotz (1900-1941), Pools voetballer

## Klu

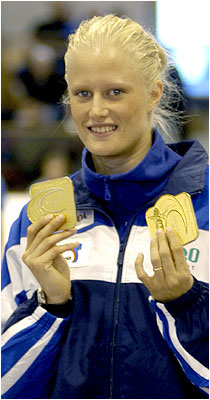
Carolina Klüft

- Guy Klucevsek (1947-2025), Amerikaans accordeonist en componist
- Michael Klueh (1987), Amerikaans zwemmer
- Carolina Klüft (1983), Zweeds atlete
- Aaron Klug (1926-2018), Brits scheikundige en biochemicus
- Günther von Kluge (1882-1944), Duits militair
- Mike Kluge (1962), Duits wielrenner
- Peer Kluge (1980), Duits voetballer
- Jean Kluger (1937), Belgisch componist en muziekproducent
- Nicolette Kluijver (1984), Nederlands presentatrice en model
- Pepijn Kluin (1990), Nederlands voetballer
- Nico Kluiters (1940-1985) Nederlands priester-missionaris
- Patrick Kluivert (1976), Nederlands voetballer
- Dorothea Klumpke (1861-1942), Amerikaans astronoom
- Bert Klunder (1956-2006), Nederlands cabaretier, regisseur en columnist
- Kitty Kluppell (1897-1982), Nederlands actrice en zangeres
- Amanda Kluveld (1968), Nederlands historica, columniste en dierenactiviste
- Jozef Kluyskens (1771-1843), chirurg, hoogleraar en rector
- Albert Jan Kluyver (1888-1956), Nederlands microbioloog, botanicus en biochemicus
- Clasina Albertina Kluyver (1884-1974), Nederlands feministe en vredesactiviste
- Jan Cornelis Kluyver (1860-1932), Nederlands wiskundige